# Tonsina
Tonsina és una concentració de població designada pel cens dels Estats Units a l'estat d'Alaska. Segons el cens del 2000 tenia 92 habitants.

## Demografia
Segons el cens del 2000, Tonsina tenia 92 habitants, 34 habitatges, i 21 famílies La densitat de població era de 0,2 habitants/km².
Dels 34 habitatges en un 35,3% hi vivien nens de menys de 18 anys, en un 55,9% hi vivien parelles casades, en un 2,9% dones solteres, i en un 35,3% no eren unitats familiars. En el 26,5% dels habitatges hi vivien persones soles el 5,9% de les quals corresponia a persones de 65 anys o més que vivien soles. El nombre mitjà de persones vivint en cada habitatge era de 2,71 i el nombre mitjà de persones que vivien en cada família era de 3,45.
Per edats la població es repartia de la següent manera: un 32,6% tenia menys de 18 anys, un 4,3% entre 18 i 24, un 17,4% entre 25 i 44, un 28,3% de 45 a 60 i un 17,4% 65 anys o més.
L'edat mediana era de 42 anys. Per cada 100 dones de 18 o més anys hi havia 121,4 homes.
La renda mediana per habitatge era de 32.188 $ i la renda mediana per família de 48.750 $. Els homes tenien una renda mediana de 58.000 $ mentre que les dones 25.000 $. La renda per capita de la població era de 13.390 $. Aproximadament el 7,4% de les famílies i el 6,7% de la població estaven per davall del llindar de pobresa.

## Poblacions més properes
El següent diagrama mostra les poblacions més properes.